# Francisco Antúnez
Francisco Antúnez Espada (né le 1er novembre 1922 à Séville et mort le 16 août 1994) est un joueur et entraîneur de football espagnol.

## Biographie
Natif de Séville, il passe la plupart de sa carrière dans les clubs de sa ville natale, au Betis Séville de 1941 à 1945, puis le FC Séville entre 1945 et 1952 (il y joue 117 matchs). Il finit ensuite sa carrière à Málaga CF puis au Xerez CD.
En international, il joue en tout quatre matchs avec l'équipe d'Espagne de 1949 à 1951 et participe à la coupe du monde 1950 au Brésil.